# Трпине
Трпине (серб. Трпиње) — населённый пункт (деревня) в общине Чайниче, который принадлежит энтитету Республике Сербской, Босния и Герцеговина. По результатам югославской переписи населения 1991 года в Трпине проживало 102 человека. Деревня Трпине расположена на границе с Черногорией.

## История
Утром 14 февраля 1993 года боснийские Вооружённые силы Боснии и Герцеговины отрядом в 500 человек атаковали Трпине и его окрестности.
Боснийские войска вошли в незащищенные районы при активной помощи местных мусульман, частью через территорию Черногории. В ходе атаки боснийскими войсками было замучено 24 гражданских лица — все сербы.

## Население
| 1961                           | 1971 | 1981 | 1991 | - | - | - |
| ------------------------------ | ---- | ---- | ---- | - | - | - |
| 198                            | 134  | 108  | 102  | - | - | - |
| Гистограмма динамики населения |      |      |      |   |   |   |

### Национальный состав населения
- 1971 год: сербы — 134 человека (100,00 %)
- 1981 год: сербы — 100 человек (92,59 %), югославы — 8 человек (7,41 %)
- 1991 год: сербы — 102 человека (100,00 %)